# Sint-Ceciliakerk (Keulen)
De Sint-Ceciliakerk (Duits: St. Cäcilien) is een van de twaalf grote romaanse kerken in de Duitse stad Keulen. De kerk wordt onderhouden door de Förderverein Romanische Kirchen Köln. Sinds 1956 huisvest de kerk het stedelijk Museum Schnütgen, dat hier zijn collectie religieuze kunst uit de middeleeuwen tentoonstelt.
De kerk wordt met kerstmis en op de feestdag van de heilige Cecilia (22 november) gebruikt voor het vieren van de heilige mis.
De Sint-Ceciliakerk en de naastgelegen Sint-Petruskerk vormen samen de enige overgebleven "kerkentweeling" van Keulen, een kerkenensemble van stiftkerk en parochiekerk. Voor de secularisatie in 1802 waren twee kerken naast elkaar in Keulen een veel voorkomend verschijnsel. Tijdens de Franse tijd werden alle kloosters gesloten en moest op last van de overheid ofwel de stiftskerk dan wel de parochiekerk worden afgebroken.

## Geschiedenis
De oorsprong van het kerkgebouw gaat terug tot de 9e eeuw toen hier omstreeks 880 een vrouwenstift werd opgericht door aartsbisschop Willibert op de resten van een Romeins badhuis. Lange tijd werd gemeend dat op deze plaats de eerste Keulse dom stond. Archeologisch onderzoek wees echter uit dat deze veronderstelling dient te worden uitgesloten. Wel werden fundamenten gevonden van een rechthoekige kerk, die waarschijnlijk onderdeel van het klooster uitmaakte. Oorkonden van het stift uit de 10e eeuw maken melding van een nalatenschap in het jaar 965 van aartsbisschop Bruno de Grote van 50 pond zilver ten behoeve van de voltooiing van een kerkgebouw. Rond deze periode werd ook de crypte aangelegd. Het ottoonse bouwwerk moest echter in de 12e eeuw wijken voor staufische nieuwbouw. Deze Ceciliakerk onderscheidt zich in de bescheiden bouw duidelijk van de andere grote romaanse kerken in Keulen.
In 1474 werden de gebouwen overgedragen aan de Augustinessen omdat hun klooster tijdens de Neusser oorlog moest worden geruimd en afgebroken. Zij zorgden voor de bouw van de sacristie en vervingen het romaanse houten plafond van het middenschip door gewelven. Het oorspronkelijk tot het stift toebehorende schilderij "Madonna met het viooltje" van Stephan Lochner bevindt zich tegenwoordig in de collectie van het aartsbisschoppelijk museum Kolumba. In de 19e eeuw werden tijdens de secularisatie de kloostergebouwen in gebruik genomen door het eerste burgerlijke Keulse ziekenhuis. In 1843 werden deze gebouwen afgebroken. Met de Ceciliakerk als ziekenhuiskapel werd hier in 1848 een nieuw ziekenhuis gebouwd. De voormalige hoofdingang werd samen met de westelijke gevel na afbraak van het klooster in deze tijd in neoromaanse stijl herbouwd. Tegenwoordig is dit portaal dichtgemetseld en in 1980 creëerde de kunstenaar Harald Naegeli op de blinde muur van het portaal er zijn kunstwerk "Totentanz".
In de Tweede Wereldoorlog werd de kerk grotendeels verwoest. Op enige afwijkingen na werd de kerk naderhand in de vooroorlogse toestand gereconstrueerd, maar van herbouw van de dakruiter werd afgezien. Ook kreeg het middenschip niet de gewelven terug, maar een vlak houten plafond.

## Bouwbeschrijving
Het gebouw betreft een eenvoudige, tegenwoordig torenloze drieschepige pijlerbasiliek. De kerk heeft geen transept. Het zuidelijke zijschip wordt met een ronde apsis afgesloten. Het noordelijke zijschip mondt daarentegen in een in 1479, op de plaats van de oorspronkelijke apsis, gebouwde sacristie uit. In het koor van het middenschip zijn nog sporen te vinden van fresco's, die echter door de gevolgen van de bombardementen tijdens de Tweede Wereldoorlog nauwelijks te herkennen zijn. Het middenschip heeft een vlak, houten plafond, de beide zijschepen hebben kruisribgewelven. Het ter ere van de heilige Cecilia vervaardigde tympanon boven het noordportaal is een kopie van het origineel uit 1160 dat in zich in het museum bevindt. De "Frankische Boog" (Duits: Fränkische Bogen) is nog een overblijfsel van de ottoonse voorganger van de kerk.

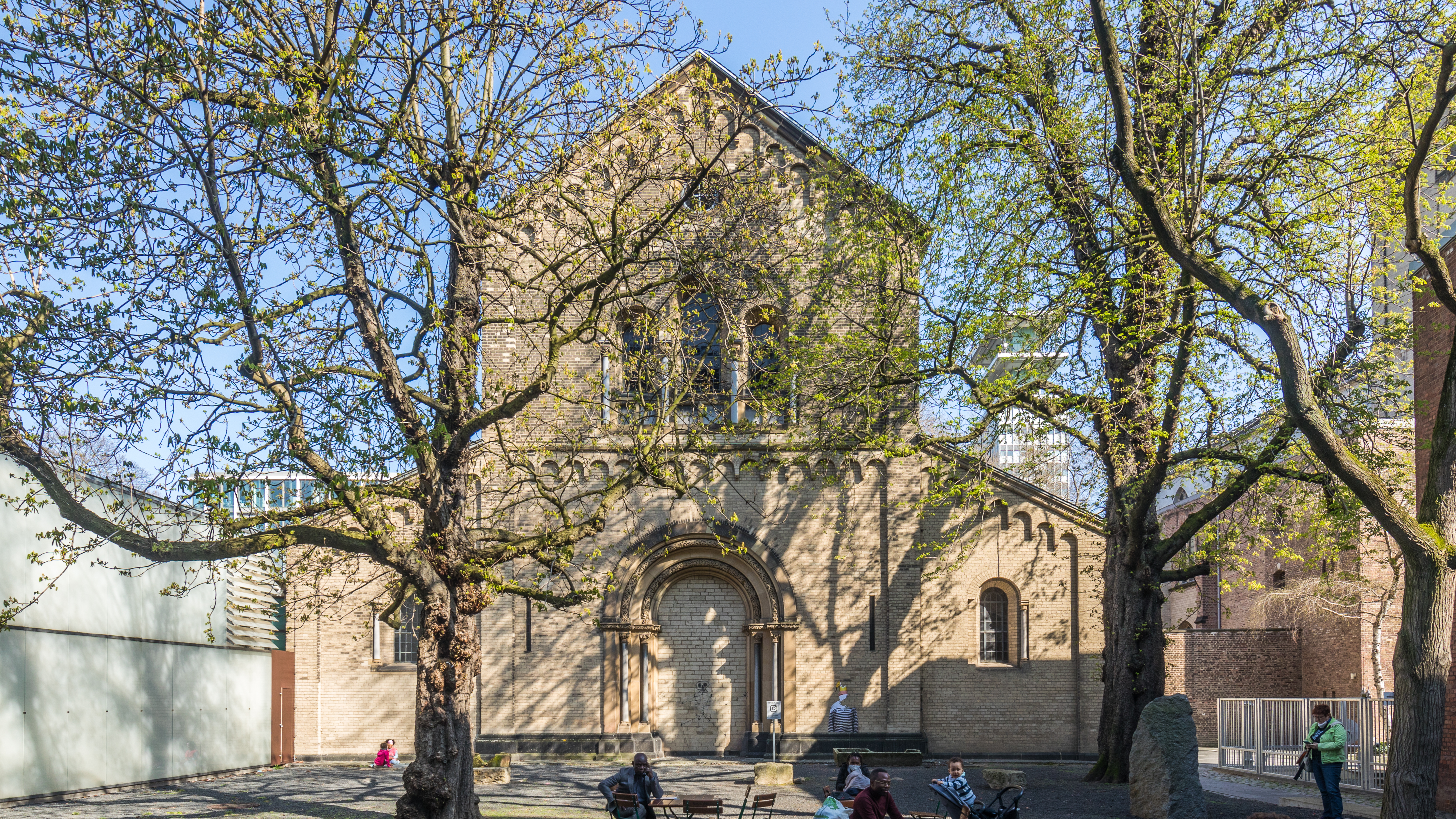
Westgevel
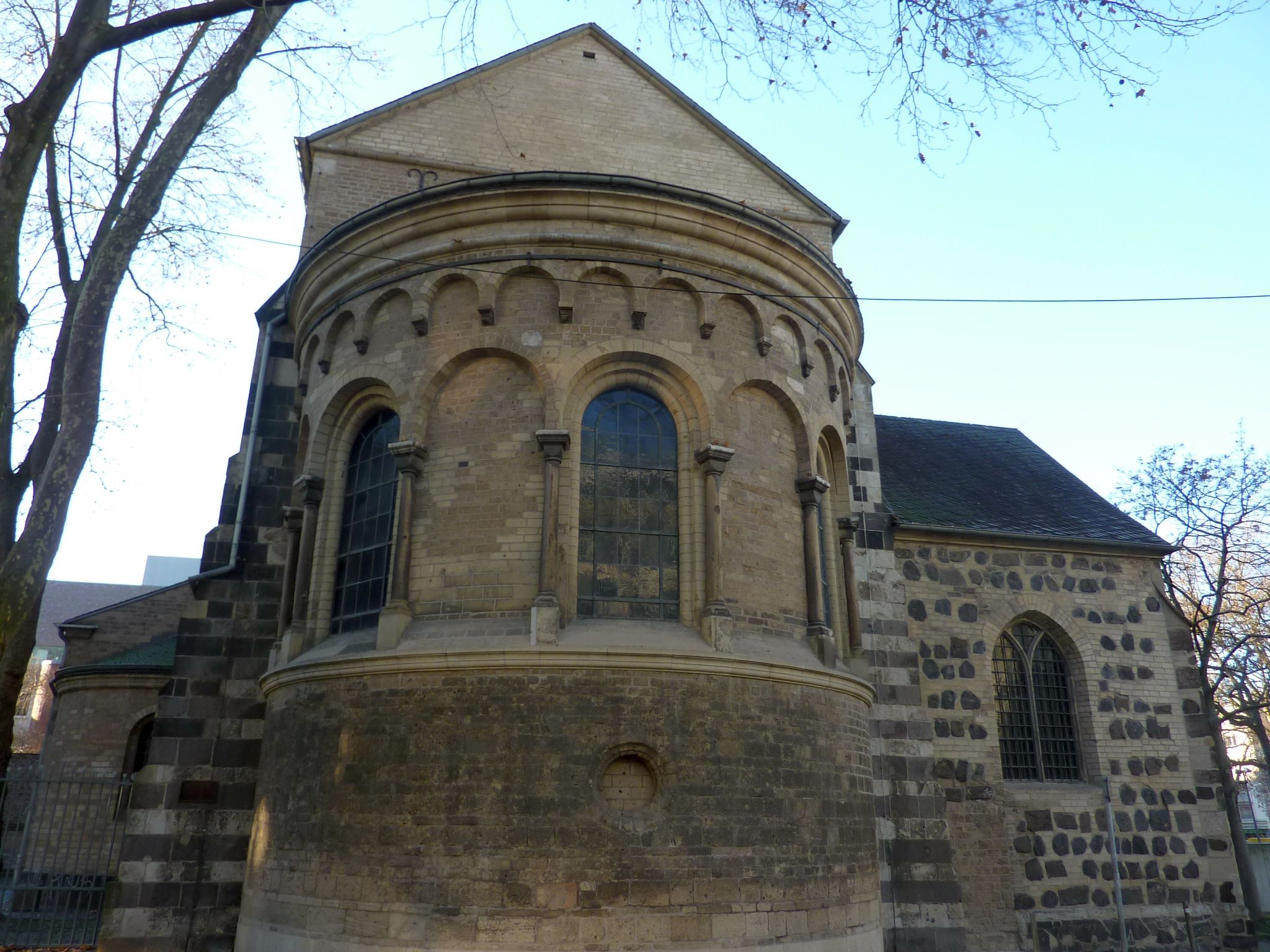
Koorzijde
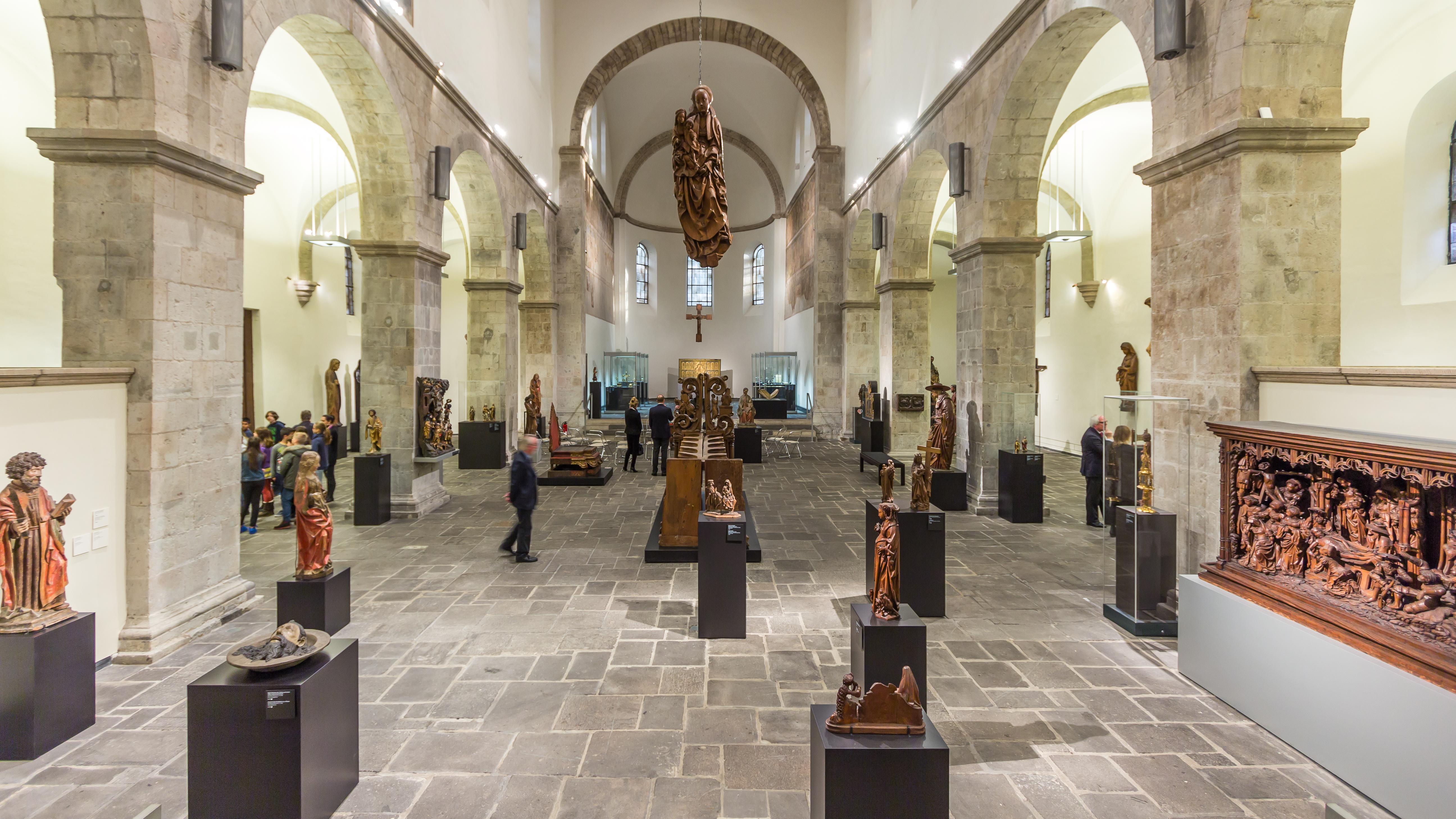
Zicht naar het koor
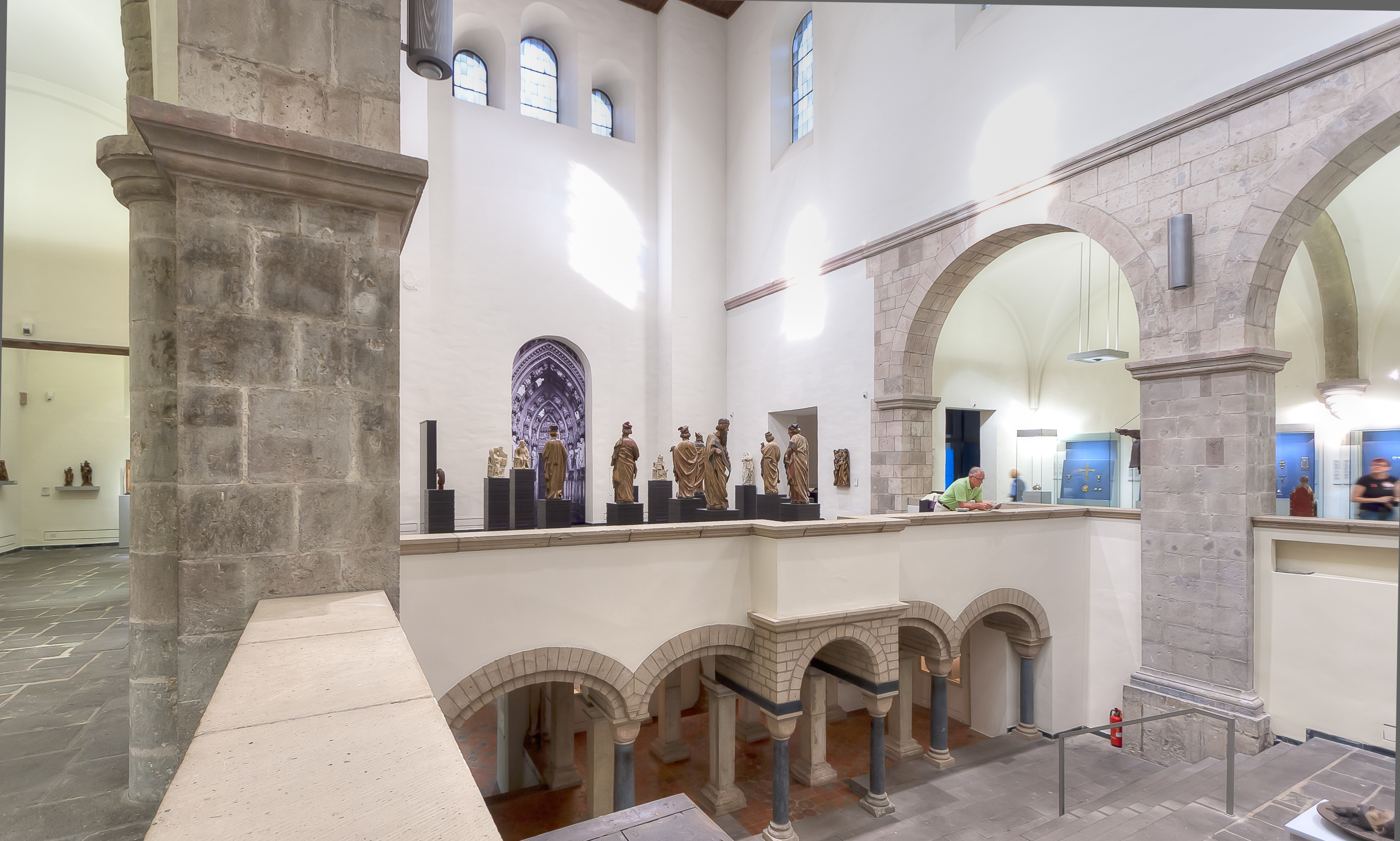
Zicht op de crypte